# Ith-Hils-Weg
Der Ith-Hils-Weg ist ein Rundwanderweg, der die Mittelgebirgszüge Ith und Hils sowie das Naturschutzgebiet Ith erschließt. Die 82 km lange Route hat vom Deutschen Wanderverband das Zertifikat „Qualitätsweg Wanderbares Deutschland“ erhalten.

## Charakter
Der Rundweg führt sowohl über Kammwege als auch durch Wiesen und Felder am Fuß der beiden Höhenzüge. Die erste Etappe von Coppenbrügge als nördlichstem Punkt der Route zum Humboldtsee gehört aus Sicht des Norddeutschen Rundfunks zu den „spannendsten Teilstrecken“, da ein wesentlicher Teil des Abschnitts auf dem Ithkamm entlang zahlreicher Klippen durch das Naturschutzgebiet Naturwald Saubrink/Oberberg führt.
Im DuMont Bildatlas Weserbergland bezeichnet Knut Diers den Weg mit seinen „historischen Türmen, mystischen Felsen und weiten Seen“ als „eine Besonderheit im Weserbergland“.

## Etappen

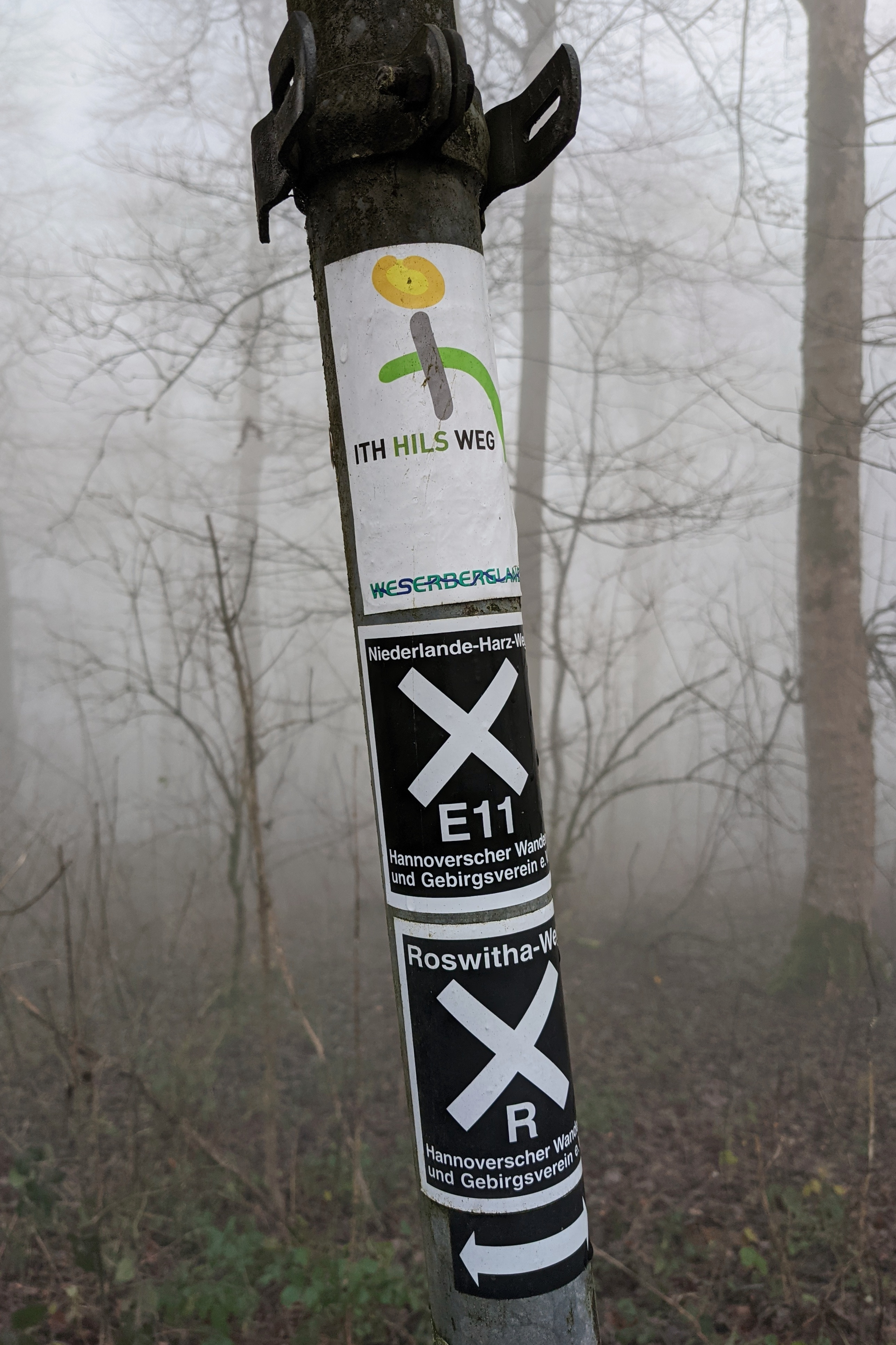
Wegweiser am Ith-Kammweg im Naturschutzgebiet Ith mit der Wegmarke des Ith-Hils-Wegs

Der Ith-Hils-Weg führt in sieben Teilstrecken mit Längen zwischen 8,1 und 18,8 km Länge u. a. über den Duinger und den Thüster Berg sowie durch die niedersächsischen Landkreise Hameln-Pyrmont, Holzminden, Hildesheim und Northeim. Folgen Wanderer der vorgeschlagenen Streckenführung, weichen die Etappenlängen mit 10,3 bis 18,9 km teilweise nach oben ab, um mögliche Quartiere abseits des Wanderwegs zu erreichen.
Alternativ finden sich auch Wanderführer, die die Tour auf vier Etappen aufteilen.
| Abschnitt | Strecke                         | Länge Ith-Hils-Weg | Gesamtstrecke |
| 1         | Coppenbrügge bis Humboldtsee    | 12,1 km            | 18,9 km       |
| 2         | Humboldtsee bis Eschershausen   | 8,9 km             | 17,3 km       |
| 3         | Eschershausen bis Grünenplan    | 9,8 km             | 13 km         |
| 4         | Grünenplan bis Delligsen        | 12,7 km            | 14 km         |
| 5         | Delligsen bis Duingen           | 18,8 km            | 18,8 km       |
| 6         | Duingen bis Salzhemmendorf      | 12,5 km            | 15,7 km       |
| 7         | Salzhemmendorf bis Coppenbrügge | 8,1 km             | 10,3 km       |